# Siniperca obscura
Siniperca obscura е вид бодлоперка от семейство Percichthyidae. Видът не е застрашен от изчезване.

## Разпространение
Разпространен е в Китай (Гуандун, Гуанси, Джъдзян, Дзянсу, Фудзиен, Хубей и Хунан).